# Thomas Eugene Kurtz
Thomas Eugene Kurtz (Oak Park, 22 febbraio 1928 – Lebanon, 12 novembre 2024) è stato un matematico, informatico e ricercatore statunitense noto per aver progettato con John George Kemeny il linguaggio di programmazione BASIC.

## Biografia

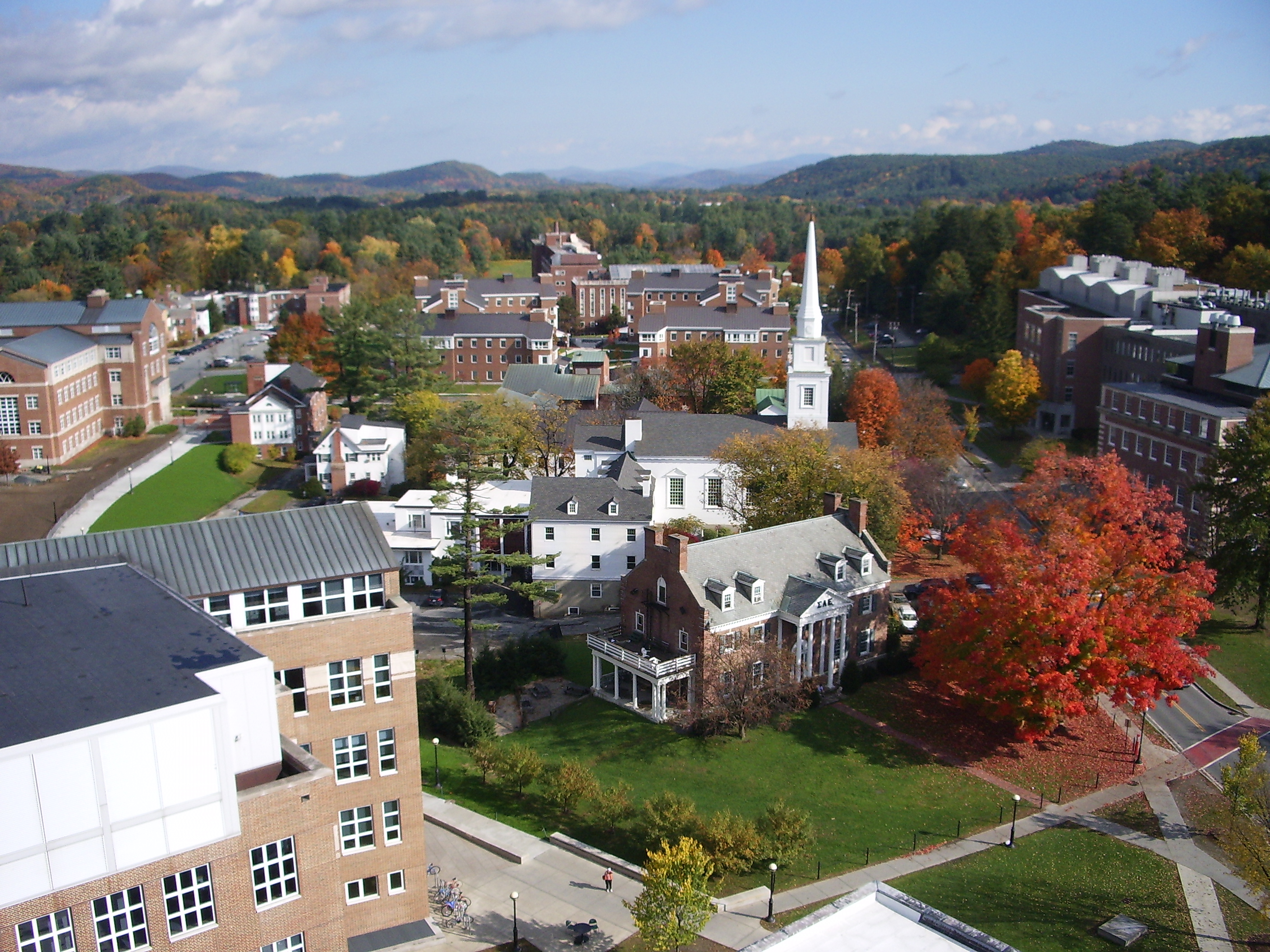
Dartmouth College

Frequentò il Knox College di Galesburg (Illinois) laureandosi in matematica nel 1950. Nell'estate del 1951 frequentò l'Istituto di Analisi Numerica, un distaccamento del NIST presso l'Università della California - Los Angeles sotto la guida del professor Forman Acton, un ingegnere che gli trasmise la passione per i computer.
Nel 1952 al 1956 Kurtz fu assistente informatico e ricercatore presso l'Università di Princeton, dove iniziò a scrivere dei programmi per un calcolatore IBM. Nel 1956 conseguì a Princeton il dottorato in matematica statistica e si trasferì poi presso l'Università di Dartmouth su volere di John George Kemeny, all'epoca direttore della facoltà di matematica.

### Il BASIC
Nell'estate del 1956 Kurtz studiò il codice macchina su un computer IBM 704 del New England Regional Computer Center, un centro informatico creato dal Massachusetts Institute of Technology (MIT). Nel 1959 Dartmouth acquistò un proprio computer, un LGP-30 e Kurtz fu fatto direttore del reparto informatico. Nel febbraio del 1964 Kurtz e Kemeny presentarono un sistema di time-sharing per permettere agli studenti di usufruire meglio delle risorse di un computer, il Dartmouth Time-Sharing System. Fu acquistato un GE-235 e diversi terminali GE Datanet-30, che furono dislocati in tutta l'università. Grazie a questi terminali gli studenti potevano caricare nel sistema i propri programmi ed il sistema di suddivisione del tempo di calcolo divideva la potenza elaborativa del computer fra tutti i compiti ricevuti. Contemporaneamente al sistema di time-sharing Kurtz e Kemeny avevano sviluppato anche un linguaggio di programmazione facile da usare e che fosse facilmente apprendibile: quel linguaggio fu chiamato Beginner's All-purpose Symbolic Instruction Code, o BASIC, il linguaggio di programmazione più diffuso ed usato. Il primo programma in BASIC fu eseguito il 1º maggio 1964.
Dal 1966 al 1975 Kurtz fu direttore del Centro di Calcolo di Kiewit (Kiewit Computation Center) a Dartmouth, e dal 1975 al 1978 direttore dell'Ufficio dell'Informatica Accademica (Office of Academic Computing). Dal 1980 al 1988 Kurtz fu direttore del programma Sistemi d'Informazione e Computer (Computer and Information Systems) sempre a Dartmouth. Successivamente Kurtz tornò all'insegnamento a tempo pieno come professore di matematica con predilezione per la statistica e le scienze informatiche.

### True BASIC
Nel 1983 Kurtz e Kemeny fondarono una società chiamata True BASIC, Inc. per commercializzare il True BASIC, una versione
aggiornata e potenziata del BASIC derivata dal Dartmouth BASIC 7, noto anche come ANSI BASIC.

## Riconoscimenti
- Nel 1991 la IEEE Computer Society ha conferito a Kurtz il premio di "Pioniere dei Computer (IEEE Computer Pioneer Award)[5] e nel 1994 è stato fatto membro onorario della Association for Computing Machinery.[6]